# 长河 (滦河)
长河，位于中华人民共和国河北省东北部，是滦河左岸支流。发源于宽城满族自治县亮甲台镇大汉沟村（大汗沟）东南都山西北麓，向西北流至亮甲台镇转西南流，流经东黄花川乡、峪耳崖镇、迁西县上营乡、渔户寨乡等地，最后于迁西县东荒峪镇九山村东南汇入滦河。河长114千米，流域面积684平方千米，年均径流量1.43亿立方米。